# Liste der Deutschen Meister im 5000-Meter-Lauf
Der 5000-Meter-Lauf ist als kürzeste Langstrecke bei den Männern seit 1919 Bestandteil der Deutschen Leichtathletik-Meisterschaften. Bei den Frauen kam die Disziplin erst 1995 ins offizielle Meisterschaftsprogramm. Vorher waren die 3000 Meter die kürzeste Langstrecke für die Frauen bei diesen Meisterschaften – Bestandteil der Wettkämpfe in der Bundesrepublik Deutschland seit 1973, in der DDR seit 1976. Die Meisterschaften wurden zeitweise im Rahmen der Deutschen Meisterschaften im 10.000-Meter-Lauf ausgetragen.

## Deutsche Meisterschaftsrekorde
| Männer | 13:19,08 min | Dieter Baumann (TSV Bayer 04 Leverkusen)          | Frankfurt/M. | 28. Juni 1997  |
| Frauen | 14:26,76 min | Konstanze Klosterhalfen (TSV Bayer 04 Leverkusen) | Berlin       | 3. August 2019 |

## Gesamtdeutsche Meister seit 1991 (DLV)
| Jahr | Ort                 | Männer    | Männer                                   | Männer     | Frauen | Frauen | Frauen |
| Jahr | Ort                 | Datum     | Athlet                                   | Zeit [min] | Datum | Athletin | Zeit [min]                                                                                                   |
| ---- | ------------------- | --------- | ---------------------------------------- | ---------- | --- | --- | --- |
| 2025 | Dresden             | 1. August | Mohamed Abdilaahi (Cologne Athletics)    | 13:50,28   | 1. August | Lea Meyer (VfL Löningen)                                                                                     | 15:26,33 |
| 2024 | Braunschweig        | 28. Juni  | Florian Bremm (LSC Höchstadt/Aisch)      | 13:38,43   | 28. Juni | Hanna Klein (LAV Stadtwerke Tübingen)                                                                        | 15:11,83 |
| 2023 | Kassel              | 9. Juli   | Florian Bremm (LSC Höchstadt/Aisch)      | 13:35,65   | 8. Juli | Lea Meyer (TSV Bayer 04 Leverkusen)                                                                          | 15:26,82 |
| 2022 | Berlin              | 25. Juni  | Mohamed Mohumed (LG Olympia Dortmund)    | 13:43,16   | 26. Juni | Alina Reh (SSC Berlin)                                                                                       | 15:21,11 |
| 2021 | Braunschweig        | 5. Juni   | Mohamed Mohumed (LG Olympia Dortmund)    | 13:30,78   | 6. Juni | Gesa Felicitas Krause (Silvesterlauf Trier)                                                                  | 15:26,74 |
| 2020 | Braunschweig        | 8. August | Mohamed Mohumed (LG Olympia Dortmund)    | 14:02,75   | 9. August | Alina Reh (SSV Ulm)                                                                                          | 16:08,33 |
| 2019 | Berlin              | 4. August | Richard Ringer (LC Rehlingen)            | 14:01,69   | 3. August | Konstanze Klosterhalfen (TSV Bayer 04 Leverkusen)                                                            | 14:26,76 (DR)                                                                                                |
| 2018 | Nürnberg            | 22. Juli  | Sebastian Hendel (LG Vogtland)           | 14:16,54   | 22. Juli | Hanna Klein (SG Schorndorf 1848)                                                                             | 15:17,47 |
| 2017 | Erfurt              | 9. Juli   | Richard Ringer (VfB LC Friedrichshafen)  | 14:15,90   | 9. Juli | Gesa Felicitas Krause (Silvesterlauf Trier)                                                                  | 16:20,10 |
| 2016 | Kassel              | 19. Juni  | Richard Ringer (VfB LC Friedrichshafen)  | 13:51,88   | 19. Juni | Fate Tola (LG Braunschweig)                                                                                  | 15:30,35 |
| 2015 | Nürnberg            | 26. Juli  | Richard Ringer (VfB LC Friedrichshafen)  | 14:04,05   | 25. Juli | Alina Reh (TSV Erbach)                                                                                       | 15:51,48 |
| 2014 | Ulm                 | 27. Juli  | Richard Ringer (VfB LC Friedrichshafen)  | 13:43,45   | 26. Juli | Sabrina Mockenhaupt (LG Sieg)                                                                                | 15:49,63 |
| 2013 | Ulm                 | 7. Juli   | Arne Gabius (LAV Tübingen)               | 14:01,76   | 7. Juli | Sabrina Mockenhaupt (LG Sieg)                                                                                | 15:32,73 |
| 2012 | Bochum-Wattenscheid | 17. Juni  | Arne Gabius (LAV Tübingen)               | 13:51,78   | 16. Juni | Sabrina Mockenhaupt (LG Sieg)                                                                                | 15:47,01 |
| 2011 | Kassel              | 23. Juli  | Arne Gabius (LAV Asics Tübingen)         | 13:58,87   | 23. Juli | Sabrina Mockenhaupt (LG Sieg)                                                                                | 15:36,98 |
| 2010 | Braunschweig        | 18. Juli  | Arne Gabius (LAV Asics Tübingen)         | 13:52,03   | 17. Juli | Sabrina Mockenhaupt (Kölner Verein für Marathon)                                                             | 15:36,17 |
| 2009 | Ulm                 | 5. Juli   | Arne Gabius (LAV Asics Tübingen)         | 13:50,48   | 4. Juli | Sabrina Mockenhaupt (Kölner Verein für Marathon)                                                             | 16:15,66 |
| 2008 | Nürnberg            | 6. Juli   | Arne Gabius (LAV Asics Tübingen)         | 14:08,40   | 5. Juli | Sabrina Mockenhaupt (Kölner Verein für Marathon)                                                             | 15:38,33 |
| 2007 | Erfurt              | 21. Juli  | Arne Gabius (LAV Asics Tübingen)         | 14:03,97   | 21. Juli | Sabrina Mockenhaupt (Kölner Verein für Marathon)                                                             | 15:23,71 |
| 2006 | Ulm                 | 15. Juli  | Jan Fitschen (TV Wattenscheid 01)        | 13:52,73   | 15. Juli | Irina Mikitenko (TV Wattenscheid 01)                                                                         | 15:28,0 |
| 2005 | Bochum-Wattenscheid | 2. Juli   | Jan Fitschen (TV Wattenscheid 01)        | 13:39,51   | 2. Juli | Sabrina Mockenhaupt (LG Sieg)                                                                                | 15:09,39 |
| 2004 | Braunschweig        | 10. Juli  | Oliver Dietz (LG Braunschweig)           | 13:53,06   | 10. Juli | Sabrina Mockenhaupt (LG Sieg)                                                                                | 15:20,82 |
| 2003 | Ulm                 | 28. Juni  | Dieter Baumann (LAV Tübingen)            | 13:41,22   | 29. Juni | Sabrina Mockenhaupt (LG Sieg)                                                                                | 15:51,73 |
| 2002 | Bochum-Wattenscheid | 6. Juli   | Jan Fitschen (TV Wattenscheid 01)        | 13:41,89   | 6. Juli | Sabrina Mockenhaupt (LG Sieg)                                                                                | 15:46,92 |
| 2001 | Stuttgart           | 30. Juni  | Jan Fitschen (TV Wattenscheid 01)        | 13:41,75   | 30. Juni | Sabrina Mockenhaupt (LG Sieg)                                                                                | 16:04,27 |
| 2000 | Braunschweig        | 29. Juli  | Jirka Arndt (SCC Berlin)                 | 13:45,66   | 29. Juli | Irina Mikitenko (LG Eintracht Frankfurt)                                                                     | 15:50,55 |
| 1999 | Erfurt              | 3. Juli   | Dieter Baumann (TSV Bayer 04 Leverkusen) | 13:46,77   | 3. Juli | Irina Mikitenko (Eintracht Frankfurt)                                                                        | 15:45,21 |
| 1998 | Berlin              | 4. Juli   | Dieter Baumann (TSV Bayer 04 Leverkusen) | 13:20,56   | 4. Juli | Kristina da Fonseca-Wollheim (SV Halle)                                                                      | 15:28,65 |
| 1997 | Frankfurt/M.        | 28. Juni  | Dieter Baumann (TSV Bayer 04 Leverkusen) | 13:19,08   | 28. Juni | Kristina da Fonseca-Wollheim (SV Halle)                                                                      | 15:16,85 |
| 1996 | Köln                | 21. Juni  | Dieter Baumann (LG Bayer Leverkusen)     | 13:28,23   | 21. Juni | Petra Wassiluk (ASC Darmstadt)                                                                               | 15:42,06 |
| 1995 | Bremen              | 2. Juli   | Dieter Baumann (LG Bayer Leverkusen)     | 13:26,54   | 30. Juni | Uta Pippig (SCC Berlin)                                                                                      | 15:27,32 |
| 1994 | Erfurt              | 3. Juli   | Dieter Baumann (LG Bayer Leverkusen)     | 13:49,67   | Bei den Frauen stand noch der 3000-Meter-Lauf anstelle der Strecke über 5000 Meter im Meisterschaftsprogramm | Bei den Frauen stand noch der 3000-Meter-Lauf anstelle der Strecke über 5000 Meter im Meisterschaftsprogramm | Bei den Frauen stand noch der 3000-Meter-Lauf anstelle der Strecke über 5000 Meter im Meisterschaftsprogramm |
| 1993 | Duisburg            | 9. Juli   | Rainer Wachenbrunner (Berliner SC)       | 13:51,96   | Bei den Frauen stand noch der 3000-Meter-Lauf anstelle der Strecke über 5000 Meter im Meisterschaftsprogramm | Bei den Frauen stand noch der 3000-Meter-Lauf anstelle der Strecke über 5000 Meter im Meisterschaftsprogramm | Bei den Frauen stand noch der 3000-Meter-Lauf anstelle der Strecke über 5000 Meter im Meisterschaftsprogramm |
| 1992 | München             | 21. Juni  | Dieter Baumann (LG Bayer Leverkusen)     | 13:35,76   | Bei den Frauen stand noch der 3000-Meter-Lauf anstelle der Strecke über 5000 Meter im Meisterschaftsprogramm | Bei den Frauen stand noch der 3000-Meter-Lauf anstelle der Strecke über 5000 Meter im Meisterschaftsprogramm | Bei den Frauen stand noch der 3000-Meter-Lauf anstelle der Strecke über 5000 Meter im Meisterschaftsprogramm |
| 1991 | Hannover            | 28. Juli  | Dieter Baumann (LG Bayer Leverkusen)     | 13:40,06   | Bei den Frauen stand noch der 3000-Meter-Lauf anstelle der Strecke über 5000 Meter im Meisterschaftsprogramm | Bei den Frauen stand noch der 3000-Meter-Lauf anstelle der Strecke über 5000 Meter im Meisterschaftsprogramm | Bei den Frauen stand noch der 3000-Meter-Lauf anstelle der Strecke über 5000 Meter im Meisterschaftsprogramm |

## 1948 bis 1990: Meister in derBundesrepublik Deutschlandbzw. derTrizone(DLV)/Meister in derDDRbzw. derSBZ(DVfL)
In diesen Jahren wurde der 5000-Meter-Lauf nur für Männer ausgetragen.
| Jahr | Bundesrepublik Deutschland | Bundesrepublik Deutschland | Bundesrepublik Deutschland                    | Bundesrepublik Deutschland | DDR                        | DDR           | DDR                                         | DDR        |
| Jahr | Ort                        | Datum                      | Athlet                                        | Zeit [min]                 | Ort                        | Datum         | Athlet                                      | Zeit [min] |
| ---- | -------------------------- | -------------------------- | --------------------------------------------- | -------------------------- | -------------------------- | ------------- | ------------------------------------------- | ---------- |
| 1990 | Düsseldorf                 | 12. August                 | Steffen Brand (TV Wattenscheid 01)            | 14:19,57                   | Dresden                    | 18. August    | Carsten Eich (SC DHfK Leipzig)              | 13:42,27   |
| 1989 | Hamburg                    | 13. August                 | Christian Husmann (TK Hannover)               | 13:47,93                   | Neubrandenburg             | 22. Juli      | Stephan Freigang (SC Cottbus)               | 13:42,69   |
| 1988 | Frankfurt/M.               | 24. Juli                   | Dieter Baumann (VfL Waiblingen)               | 13:38,31                   | Rostock                    | 24. Juni      | Axel Krippschock (SC Dynamo Berlin)         | 13:48,63   |
| 1987 | Gelsenkirchen              | 12. Juli                   | Dr. Thomas Wessinghage (ASV Köln)             | 14:09,16                   | Potsdam                    | 21. August    | Hansjörg Kunze (SC Empor Rostock)           | 13:24,00   |
| 1986 | Berlin                     | 13. Juli                   | Dieter Baumann (LG Alb-Donau)                 | 13:45,0                    | Jena                       | 28. Juni      | Hansjörg Kunze (SC Empor Rostock)           | 13:31,05   |
| 1985 | Stuttgart                  | 4. August                  | Dr. Thomas Wessinghage (ASV Köln)             | 13:43,92                   | Leipzig                    | 10. August    | Werner Schildhauer (SC Chemie Halle)        | 13:27,16   |
| 1984 | Düsseldorf                 | 24. Juni                   | Uwe Becker (VfL Wolfsburg)                    | 13:55,34                   | Erfurt                     | 3. Juni       | Hansjörg Kunze (SC Empor Rostock)           | 13:47,31   |
| 1983 | Bremen                     | 26. Juni                   | Paul Nothacker (TSV Calw)                     | 13:59,34                   | Jena                       | 28. Mai       | Hansjörg Kunze (SC Empor Rostock)           | 13:36,99   |
| 1982 | München                    | 25. Juli                   | Dr. Thomas Wessinghage (ASV Köln)             | 13:45,14                   | Jena                       | 29. Mai       | Werner Schildhauer (SC Chemie Halle)        | 13:33,54   |
| 1981 | Gelsenkirchen              | 19. Juli                   | Karl Fleschen (LG Bayer Leverkusen)           | 13:40,45                   | Cottbus                    | 30. Mai       | Hansjörg Kunze (SC Empor Rostock)           | 13:29,07   |
| 1980 | Hannover                   | 17. August                 | Karl Fleschen (LG Bayer Leverkusen)           | 13:45,20                   | Cottbus                    | 16. Juli      | Jörg Peter (SC Einheit Dresden)             | 13:51,5    |
| 1979 | Stuttgart                  | 12. August                 | Frank Zimmermann (SCC Berlin)                 | 13:37,0                    | Karl-Marx-Stadt / Chemnitz | 12. August    | Ralf Pönitzsch (SC Karl-Marx-Stadt)         | 13:26,9    |
| 1978 | Köln                       | 13. August                 | Frank Zimmermann (SCC Berlin)                 | 13:22,3                    | Leipzig                    | 2. Juli       | Jörg Peter (SC Einheit Dresden)             | 13:26,96   |
| 1977 | Hamburg                    | 7. August                  | Karl Fleschen (TSV Bayer 04 Leverkusen)       | 13:23,4                    | Dresden                    | 3. Juli       | Jörg Peter (SC Einheit Dresden)             | 13:28,3    |
| 1976 | Frankfurt/M.               | 14. August                 | Klaus-Peter Hildenbrand (ASC Wella Darmstadt) | 13:33,0                    | Karl-Marx-Stadt / Chemnitz | 8. August     | Jörg Peter (SC Einheit Dresden)             | 13:49,8    |
| 1975 | Gelsenkirchen              | 29. Juni                   | Klaus-Peter Hildenbrand (ASC Wella Darmstadt) | 13:35,2                    | Erfurt                     | 24. August    | Manfred Kuschmann (SC Chemie Halle)         | 13:45,0    |
| 1974 | Hannover                   | 28. Juli                   | Hans-Jürgen Orthmann (LG Sieg)                | 14:01,1                    | Leipzig                    | 6. Juli       | Manfred Kuschmann (SC Chemie Halle)         | 13:27,81   |
| 1973 | Berlin                     | 22. Juli                   | Harald Norpoth (LG Ratio Münster)             | 13:48,2                    | Dresden                    | 22. Juli      | Wilfried Scholz (SC Einheit Dresden)        | 13:36,0    |
| 1972 | München                    | 21. Juli                   | Harald Norpoth (LG Ratio Münster)             | 14:11,8                    | Erfurt                     | 25. Juni      | Gert Eisenberg (SC Leipzig)                 | 13:33,8    |
| 1971 | Stuttgart                  | 11. Juli                   | Harald Norpoth (LG Ratio Münster)             | 13:53,0                    | Leipzig                    | 25. Juni      | Bernd Dießner (ASK Vorwärts Potsdam)        | 13:39,8    |
| 1970 | Berlin                     | 9. August                  | Harald Norpoth (LG Ratio Münster)             | 13:53,6                    | Erfurt                     | 5. Juli       | Gert Eisenberg (SC Leipzig)                 | 13:41,6    |
| 1969 | Düsseldorf                 | 17. August                 | Harald Norpoth (DJK SSG Telgte)               | 14:18,2                    | Berlin                     | 3. August     | Jürgen Haase (SC Leipzig)                   | 13:48,6    |
| 1968 | Berlin                     | 18. August                 | Harald Norpoth (Preußen Münster)              | 14:05,0                    | Erfurt                     | 11. August    | Bernd Dießner (ASK Vorwärts Potsdam)        | 14:02,0    |
| 1967 | Stuttgart                  | 6. August                  | Harald Norpoth (Preußen Münster)              | 14:06,8                    | Halle                      | 30. Juli      | Gert Eisenberg (SC Leipzig)                 | 14:00,8    |
| 1966 | Hannover                   | 7. August                  | Harald Norpoth (Preußen Münster)              | 13:50,4                    | Jena                       | 24. Juli      | Siegfried Herrmann (SC Turbine Erfurt)      | 13:52,4    |
| 1965 | Duisburg                   | 8. August                  | Werner Girke (VfL Wolfsburg)                  | 14:13,8                    | Karl-Marx-Stadt / Chemnitz | 25. Juli      | Siegfried Herrmann (SC Turbine Erfurt)      | 14:01,2    |
| 1964 | Berlin                     | 9. August                  | Werner Girke (VfL Wolfsburg)                  | 14:03,2                    | Jena                       | 12. Juli      | Siegfried Herrmann (SC Turbine Erfurt)      | 13:55,6    |
| 1963 | Augsburg                   | 11. August                 | Peter Kubicki (SCC Berlin)                    | 14:37,0                    | Jena                       | 1. September  | Friedrich Janke (ASK Vorwärts Berlin)       | 14:04,2    |
| 1962 | Hamburg                    | 29. Juli                   | Peter Kubicki (SCC Berlin)                    | 14:03,2                    | Dresden                    | 30. September | Arthur Hannemann (ASK Vorwärts Berlin)      | 14:17,6    |
| 1961 | Düsseldorf                 | 30. Juli                   | Roland Watschke (VfL Wolfsburg)               | 14:00,0                    | Dresden                    | 6. August     | Gerhard Hönicke (SC Wismut Karl-Marx-Stadt) | 14:16,4    |
| 1960 | Berlin                     | 23. Juli                   | Alfred Kleefeldt (TSV Wendlingen)             | 14:09,8                    | Leipzig                    | 13. Juli      | Gerhard Hönicke (SC Wismut Karl-Marx-Stadt) | 14:13,0    |
| 1959 | Stuttgart                  | 26. Juli                   | Alfred Kleefeldt (TSV Wendlingen)             | 14:33,8                    | Leipzig                    | 15. August    | Hans Grodotzki (ASK Vorwärts Berlin)        | 16:58,4    |
| 1958 | Hannover                   | 20. Juli                   | Ludwig Müller (Weseler TV)                    | 14:25,0                    | Jena                       | 20. Juli      | Gerhard Hönicke (SC Wismut Karl-Marx-Stadt) | 14:22,0    |
| 1957 | Düsseldorf                 | 18. August                 | Heinz Laufer (SpVgg. Feuerbach)               | 14:19,0                    | Berlin                     | 14. Juli      | Friedrich Janke (ASK Vorwärts Berlin)       | 14:14,2    |
| 1956 | Berlin                     | 19. August                 | Rolf Lamers (Borussia Düsseldorf)             | 14:20,8                    | Erfurt                     | 23. Juli      | Siegfried Herrmann (SC Chemie Halle)        | 14:14,6    |
| 1955 | Frankfurt/M.               | 7. August                  | Herbert Schade (Solinger LC)                  | 14:11,6                    | Jena                       | 4. September  | Günter Havenstein (ZSK Vorwärts Berlin)     | 14:46,0    |
| 1954 | Hamburg                    | 8. August                  | Herbert Schade (Solinger LC)                  | 14:17,4                    | Dresden                    | 25. Juli      | Günter Havenstein (ZSK Vorwärts Berlin)     | 15:11,0    |
| 1953 | Augsburg                   | 26. Juli                   | Heinz Laufer (TG Schwenningen)                | 15:02,8                    | Leipzig                    | 18. Juli      | Heinz Braun (Lok LVB Leipzig)               | 14:51,4    |
| 1952 | Berlin                     | 28. Juni                   | Siegfried Steller (SCC Berlin)                | 14:38,6                    | Jena                       | 2. Juli       | Günter Wöller (Einheit NO Berlin)           | 15:43,2    |
| 1951 | Düsseldorf                 | 29. Juli                   | Herbert Schade (Barmer TV 1846 Wuppertal)     | 14:19,6                    | Erfurt                     | 15. Juli      | O. Kusserow (Stahl Markranstädt)            | 15:26,6    |
| 1950 | Stuttgart                  | 6. August                  | Herbert Schade (Barmer TV 1846 Wuppertal)     | 14:48,6                    | Halberstadt                | 23. Juli      | Walter Thees (SG Hasenthal)                 | 16:07,6    |
| 1949 | Bremen                     | 7. August                  | Otto Eitel (TSV Esslingen)                    | 14:46,2                    | Jena                       | 17. Juli      | Max Gebhardt (Post-SV Dresden)              | 15:37,7    |
| 1948 | Nürnberg                   | 15. August                 | Ludwig Warnemünde (SC Victoria Hamburg)       | 15:04,4                    | Karl-Marx-Stadt / Chemnitz | 19. September | Kruse (Neustadt)                            | 16:14.8    |

## Deutsche Meister 1919 bis 1947 (DLV)
In diesen Jahren wurde der 5000-Meter-Lauf nur für Männer ausgetragen.
| Jahr | Ort                                                         | Datum                                                       | Athlet                                                      | Zeit [min]                                                  |
| ---- | ----------------------------------------------------------- | ----------------------------------------------------------- | ----------------------------------------------------------- | ----------------------------------------------------------- |
| 1947 | Köln                                                        | 10. August                                                  | Ludwig Warnemünde (SC Victoria Hamburg)                     | 15:19,6                                                     |
| 1946 | Frankfurt/M.                                                | 24. August                                                  | Hermann Eberlein (TSV 1860 München)                         | 15:12,4                                                     |
| 1945 | kriegsbedingt keine Deutschen Leichtathletikmeisterschaften | kriegsbedingt keine Deutschen Leichtathletikmeisterschaften | kriegsbedingt keine Deutschen Leichtathletikmeisterschaften | kriegsbedingt keine Deutschen Leichtathletikmeisterschaften |
| 1944 | kriegsbedingt keine Deutschen Leichtathletikmeisterschaften | kriegsbedingt keine Deutschen Leichtathletikmeisterschaften | kriegsbedingt keine Deutschen Leichtathletikmeisterschaften | kriegsbedingt keine Deutschen Leichtathletikmeisterschaften |
| 1943 | Berlin                                                      | 25. Juli                                                    | Max Syring (KTV Wittenberg)                                 | 14:57,8                                                     |
| 1942 | Berlin                                                      | 25. Juli                                                    | Max Syring (KTV Wittenberg)                                 | 15:17,2                                                     |
| 1941 | Berlin                                                      | 19. Juli                                                    | Hans Raff (VfL Oberhausen)                                  | 14:39,8                                                     |
| 1940 | Berlin                                                      | 11. August                                                  | Otto Eitel (TSV Esslingen)                                  | 14:45,2                                                     |
| 1939 | Berlin                                                      | 9. Juli                                                     | Hermann Eberlein (TSV 1860 München)                         | 14:27,2 (DR)                                                |
| 1938 | Breslau                                                     | 29. Juli                                                    | Max Syring (KTV Wittenberg)                                 | 14:50,0                                                     |
| 1937 | Berlin                                                      | 25. Juli                                                    | Max Syring (KTV Wittenberg)                                 | 14:53,0                                                     |
| 1936 | Berlin                                                      | 12. Juli                                                    | Hans Raff (VfL Oberhausen)                                  | 15:06,6                                                     |
| 1935 | Berlin                                                      | 4. August                                                   | Max Syring (KTV Wittenberg)                                 | 15:07,2                                                     |
| 1934 | Nürnberg                                                    | 28. Juli                                                    | Max Syring (KTV Wittenberg)                                 | 15:17,1                                                     |
| 1933 | Köln                                                        | 13. August                                                  | Max Gebhardt (Chemnitzer Polizeisportverein)                | 15:03,5                                                     |
| 1932 | Hannover                                                    | 3. Juli                                                     | Max Syring (KTV Wittenberg)                                 | 14:56,4                                                     |
| 1931 | Berlin                                                      | 2. August                                                   | Fritz Schaumburg (Polizei SV Oberhausen)                    | 15:04,7                                                     |
| 1930 | Magdeburg                                                   | 2. August                                                   | Hermann Helber (Reichsbahn SV Stuttgart)                    | 15:21,3                                                     |
| 1929 | Breslau                                                     | 20. Juli                                                    | Albert Kilp (DSC 1899 Düsseldorf)                           | 15:00,0 (DR)                                                |
| 1928 | Düsseldorf                                                  | 14. Juli                                                    | Willi Boltze (Hamburger SV)                                 | 15:09,0                                                     |
| 1927 | Berlin                                                      | 16. Juli                                                    | Otto Kohn (SC Teutonia 99 Berlin)                           | 15:03,2 (DR)                                                |
| 1926 | Leipzig                                                     | 7. August                                                   | Siegfried Dieckmann (DSV 1878 Hannover)                     | 15:13,2                                                     |
| 1925 | Berlin                                                      | 8. August                                                   | Peter Frandsen (SV Oldesloe)                                | 15:20,2                                                     |
| 1924 | Stettin                                                     | 9. August                                                   | Wilhelm Husen (SV St. Georg Hamburg)                        | 15:23,7                                                     |
| 1923 | Frankfurt/M.                                                | 17. August                                                  | Emil Bedarff (Eintracht Frankfurt)                          | 15:14,2                                                     |
| 1922 | Duisburg                                                    | 18. August                                                  | Wilhelm Husen (SV St. Georg Hamburg)                        | 15:36,5                                                     |
| 1921 | Hamburg                                                     | 20. August                                                  | Emil Bedarff (Eintracht Frankfurt)                          | 15:48,4                                                     |
| 1920 | Dresden                                                     | 14. August                                                  | Emil Bedarff (SC 1899 Düsseldorf)                           | 15:40,3                                                     |
| 1919 | Nürnberg                                                    | 24. August                                                  | Carl Krümmel (TSV 1860 München)                             | 16:35,5                                                     |